# Clément Broutin
Pour les articles homonymes, voir Broutin.
Clément Broutin né à Orchies le 4 mai 1851 et mort à Roubaix le 27 mai 1889 est un compositeur français.

## Biographie
Clément Jules Broutin est le fils de Jules Cécilien Joseph Broutin, professeur de musique, et de Clémence Dutilleul.
Il étudie auprès de Victor Delannoy au Conservatoire de Lyon à partir de 1871, puis entre au Conservatoire de Paris.
Il est l’élève d’Émile Durand pour l’harmonie, César Franck pour l’orgue et Victor Massé pour la composition musicale. 
Après une mention obtenue au prix de Rome en 1877, Clément Jules Broutin remporte le premier prix l'année suivante et devient pensionnaire de l'Académie de France à Rome.
Il compose un bon nombre de chansons, de pièces pour piano, plusieurs pièces orchestrales et un opéra.
Il épouse Hortense Alice Mary Sabatery.
Il dirige l'école de musique de Roubaix et
occupe le poste de Président de l'union artistique et littéraire de Roubaix-Tourcoing.
Domicilié à Roubaix, il meurt à son domicile le 27 mai 1889.

## Postérité
à Orchies, sa ville natale, une rue porte son nom.

## Distinctions
- Officier d'académie